# Station Sulów
Station Sulów is een spoorwegstation in de Poolse plaats Sulów.